# Блю, Скай
Ска́йлар Доле́цки (англ. Skylar Dolecki, род. 2 октября 1999, Чикаго) — американская женщина-рестлер. В настоящее время выступает в All Elite Wrestling (AEW) под именем Скай Блю (англ. Skye Blue). Она также выступает в Ring of Honor (ROH).
Блю также выступала в National Wrestling Alliance (NWA), а также в ряде различных независимых компаний, таких как AAW: Professional Wrestling Redefined, где она однажды стала чемпионкой AAW среди женщин, а в настоящее время является чемпионкой Warrior Wrestling среди женщин.

## Личная жизнь
Ранее Долецки встречалась с рестлером AEW Данте Мартином. В настоящее время она состоит в отношениях с рестлером AEW и ROH Кайлом Флетчером.

## Титулы и достижения
- AAW Wrestling
  - Чемпион AAW среди женщин (1 раз)[5]
- Chicago Style Wrestling
  - Чемпион CSW среди женщин (1 раз)[6]
- Global Professional Wrestling
  - Чемпион GPW Battle Royal (1 раз)[6]
- Pro Wrestling Illustrated
  - № 74 в топ 150 женщин-рестлеров в рейтинге PWI Women’s 150 в 2021[7]
- Pro Wrestling ZERO1 USA
  - Чемпион ZERO1 USA среди женщин (1 раз)[6]
- Warrior Wrestling
  - Чемпион Warrior Wrestling среди женщин (1 раз)